# Polymetme
Polymetme ist eine Gattung kleiner Tiefseefische aus der Ordnung Maulstachler (Stomiiformes), die im Pazifik, im Indischen Ozean und im östlichen Atlantik vorkommt.

## Merkmale
Polymetme-Arten haben einen schlanken, langgestreckten Körper und erreichen eine maximale Standardlänge von 12 bis 26 Zentimeter. Die Basis ihrer Afterflosse beginnt unterhalb des Endes der Rückenflosse. Die Fettflosse ist kurz. Sie liegt über dem hinteren Abschnitt der Afterflosse. Die Bauchflossen befinden sich vor dem Ansatz der Rückenflosse. Die Zähne auf der Maxillare sind in einer Reihe angeordnet, auf der Prämaxillare stehen zwei Zahnreihen. Die Leuchtorgane liegen ventral.
- Flossenformel: Dorsale (8) 9 (10), Anale 6–8 + 5–6, Pectorale 10–11.

## Arten
Es gibt sechs Arten:

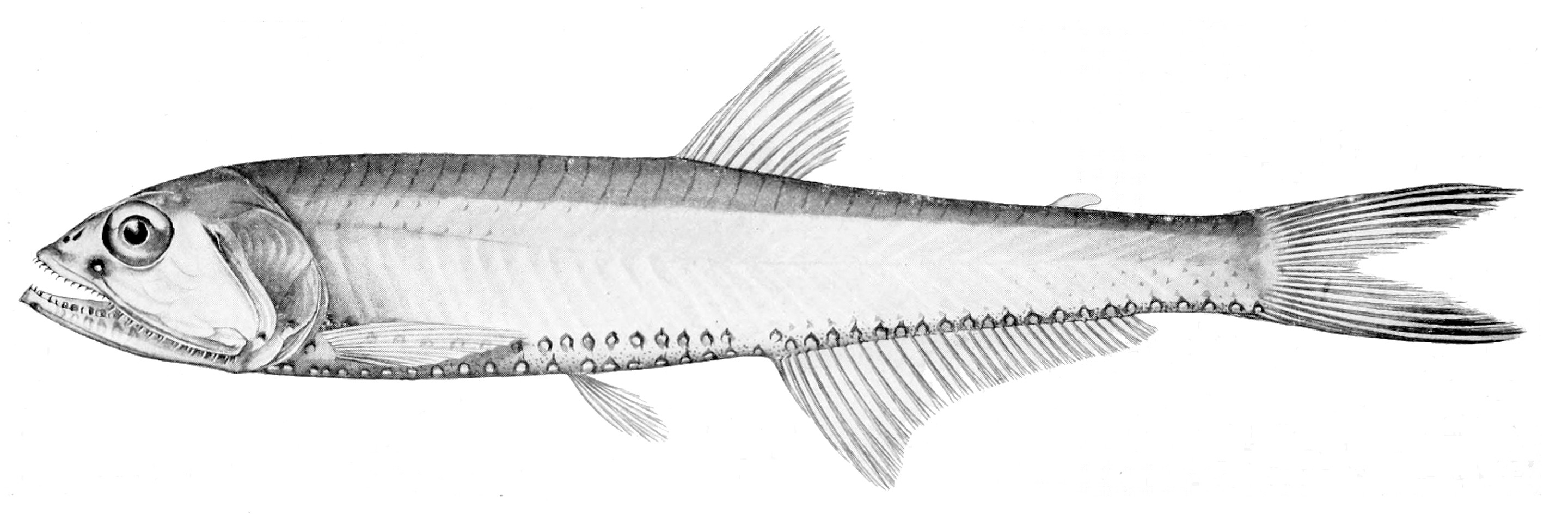
Polymetme illustris

- Polymetme andriashevi Parin & Borodulina, 1990
- Polymetme corythaeola (Alcock, 1898)
- Polymetme elongata (Imai, 1941)
- Polymetme illustris McCulloch, 1926
- Polymetme surugaensis (Matsubara, 1943)
- Polymetme thaeocoryla Parin & Borodulina, 1990

## Systematik
Die Gattung Polymetme wurde 1926 durch den australischen Zoologen Allan Riverstone McCulloch eingeführt. Sie wurde 1974 durch den US-amerikanischen Ichthyologen Stanley H. Weitzman in die Familie der Leuchtfische (Phosichthyidae) gestellt, für die jedoch keine morphologischen Apomorphien angegeben wurden und die sich in morphologischen Untersuchungen als Paraphylum herausgestellt hat. Polymetme wurde deshalb Anfang 2025 in die Familie Stomiidae verschoben.